# Stella Seitz
Stella Andrea Seitz (* 2. Oktober 1968; † 13. Juli 2025) war eine deutsche Astrophysikerin und leitende Wissenschaftlerin an der Universitäts-Sternwarte München der Ludwig-Maximilians-Universität (LMU).

## Leben und Wirken
Seitz promovierte 1997 zum Thema Untersuchungen zum schwachen Linseneffekt auf Quasare und Galaxien am Max-Planck-Institut für Astrophysik. Im Jahr 1998 wurde sie Mitglied der Universitätssternwarte München. Sie etablierte sich als Expertin in der Gravitationslinsenforschung und war maßgeblich an der Weiterentwicklung und Nutzung von groß angelegten Himmelsdurchmusterungen mit Hilfe von Künstlicher Intelligenz beteiligt. In der Lehre initiierte sie das Astrophysiklabor, ein Programm, das es Hunderten von Studenten ermöglichte, praktische Erfahrungen in der Astronomie zu sammeln und in der Forschung aktiv mitzuwirken.
Sie war zuletzt Leitende Astronomin an der Universitätssternwarte München, Senior Wissenschaftlerin und Dozentin in der Arbeitsgruppe Extragalaktische Astronomie und Kosmologie bei Ralf Bender an der Universität und beim Max-Planck-Institut für extraterrestrische Physik, sowie Principal Investigator beim Exzellenzcluster „ORIGINS: Vom Ursprung des Universums bis zu den ersten Bausteinen des Lebens“. Sie war Leiterin der Forschungsgruppe „Gravitationslinsen“, die den Gravitationslinseneffekt zur Untersuchung der Verteilung dunkler Materie im Universum nutzt. Ein besonderer Schwerpunkt lag dabei auf den statistischen Eigenschaften und der zeitlichen Entwicklung des großskaligen Materiedichtefeldes.

## Schriften (Auswahl)
- Two theorems in multiple deflection gravitational lens theory, Garching bei München : Max-Planck-Inst. für Astrophysik, 1992
- Some remarks in multiple deflection gravitational lensing, Garching : Max-Planck-Inst. für Astrophysik, 1993
- The density of 1-Janksy sources around Zwicky clusters, Garching : Max-Planck-Inst. für Astrophysik, 1994
- Light propagation in arbitrary spacetimes and the gravitational lens approximation - Garching : Max-Planck-Inst. für Astrophysik, 1994
- Cluster lens reconstruction using only observed local data, Garching : Max-Planck-Inst. für Astrophysik, 1995
- Untersuchungen zum schwachen Linseneffekt auf Quasare und Galaxien, Dissertation, München, 1997
- Entropy regularized maximum likelihood cluster mass reconstructions, Garching : Max-Planck-Inst. für Astrophysik, 1998
- A new finite field mass reconstruction algorithm, Garching : Max-Planck-Inst. für Astrophysik, 1998
- C.-H. Lee, A. Riffeser, S. Seitz, R. Bender, J. Koppenhoefer: Microlensing Events from the 11 Year Observations of the Wendelstein Calar Alto Pixellensing Project. In: The Astrophysical Journal. Band 806, Nr. 2, 16. Juni 2015, ISSN 1538-4357, S. 161, doi:10.1088/0004-637X/806/2/161.
- Zhengyangguang Gong, Anik Halder, Annabelle Bohrdt, Stella Seitz, David Gebauer: C3NN: Cosmological Correlator Convolutional Neural Network an Interpretable Machine-learning Framework for Cosmological Analyses. In: The Astrophysical Journal. Band 971, Nr. 2, 1. August 2024, ISSN 0004-637X, S. 156, doi:10.3847/1538-4357/ad582e.